# Batalla de Maiwand
La batalla de Maiwand del 27 de julio de 1880 fue una de las principales batallas de la segunda guerra anglo-afgana. Bajo el liderazgo de Ayub Khan, el afgano derrotó a una fuerza mucho más pequeña formada por dos brigadas de tropas del Raj británico al mando de George Burrows; aunque a un alto precio: entre 2.050 y 2.750 guerreros pastunes afganos ghazi murieron, y probablemente unos 1.500 resultaron heridos. Las fuerzas del Raj británico sufrieron 969 soldados muertos y 177 heridos.Esta guerra fue una de las más importantes de esos años por todo lo que ocurrió en ella.

## Preludio
Antes de la batalla, la campaña había ido bien para los británicos. Habían derrotado a los miembros de las tribus afganas en Ali Masjid, Peiwar Kotal, Kabul, y en la Batalla de Ahmed Khel, y habían ocupado numerosas ciudades y pueblos, incluyendo Kandahar, Dakka, y Yalalabad.
Ayub Khan, el hijo menor de Sher Ali Khan, que había estado manteniendo la ciudad de Herat durante las operaciones británicas en Kabul y Kandahar, se dirigió hacia Kandahar con un pequeño ejército en junio, y una brigada al mando del general de brigada Burrows fue destacada desde Kandahar para oponerse a él. La brigada de Burrows, de unos 2.500 hombres, con unos 500 soldados británicos que incluían una batería de cañones de 9 libras (4,1 kg), avanzó hacia la provincia de Helmand, frente a Gereshk, para oponerse a Ayub Khan, pero allí fue abandonada por las tropas de Shere Ali, el wali de Kandahar nombrado por los británicos. Las tropas de Burrows se enfrentaron y derrotaron a las levas rebeldes y capturaron 4 cañones de 6 libras y 2 obuses de 12 libras (5,4 kg). Burrows se retiró entonces a una posición en Kushk-i-Nakhud, a medio camino de Kandahar, donde podía interceptar a Ayub Khan si se dirigía a Ghazni o a Kandahar. Permaneció allí una semana, durante la cual los cañones capturados se añadieron a su fuerza con artilleros adicionales extraídos de la infantería británica.

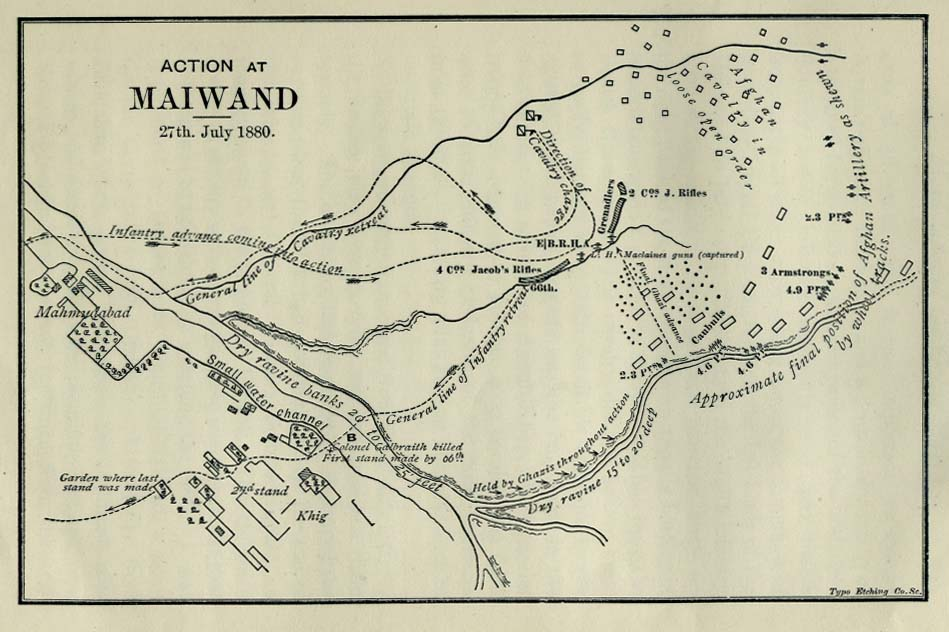
Mapa del campo de batalla

## La batalla (27 de julio de 1880)

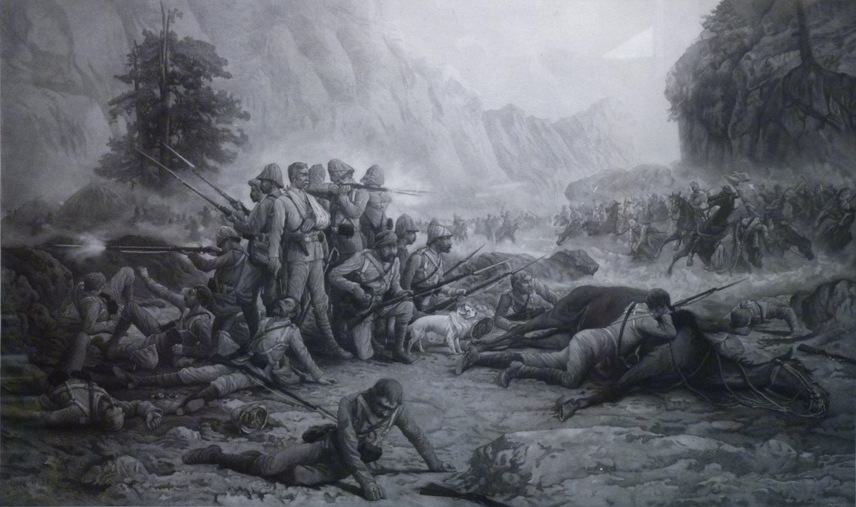
The Last Eleven at Maiwand por Frank Feller

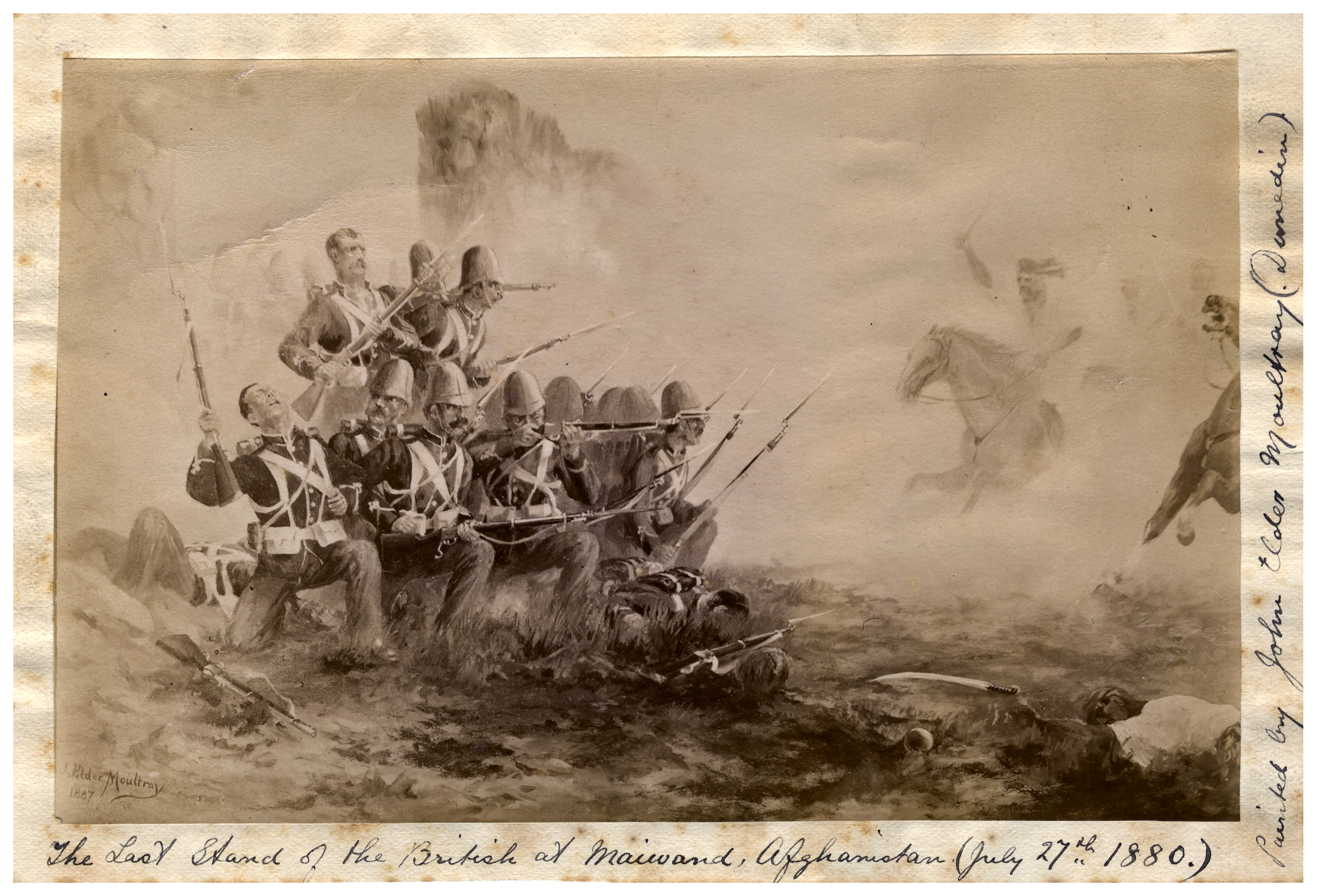
'The Last Stand of the British at Maiwand, Afghanistan, 27 July 1880' por John Elder Moultray

En la tarde del 26 de julio se recibió información de que la fuerza afgana se dirigía al Maiwand Pass a pocas millas de distancia (media docena de kilómetros). Burrows decidió moverse temprano al día siguiente para romper la avanzada afgana. Hacia las 10 de la mañana se vio a los jinetes y se comprometió, y la brigada comenzó a desplegarse para la batalla. Burrows no sabía que era la fuerza principal de Ayub. Los afganos eran 25.000, incluidas las tropas regulares afganas y cinco baterías de artillería, incluidos algunos cañones Armstrong muy modernos. Los cañones afganos entraron gradualmente en acción y se produjo un duelo de artillería de tres horas a un alcance inicial de unos 1700 yardas (1554 m), durante el cual los cañones de ánima lisa capturados por los británicos en la izquierda gastaron su munición y se retiraron para reponerla. Esto permitió a los afganos hacer retroceder al batallón de la izquierda. El flanco izquierdo compuesto por regimientos de infantería indios cedió y rodó en una gran ola hacia la derecha, el 66.º Regimiento, como resultado de esta presión fue barrido por la presión del ataque ghazi.
La Batería E de la Brigada B Real Artillería a Caballo (Capitán Slade al mando) y una media compañía de zapadores y Mineros de Bombay al mando del Teniente Henn (ingenieros Reales) se mantuvieron firmes, cubriendo la retirada de toda la Brigada Británica. El Batallón E siguió disparando hasta el último momento, dos secciones (cuatro cañones) se prepararon cuando los afganos estaban a 15 yardas (13,7 m), pero la tercera sección (Teniente Maclaine) fue arrollada. Maclaine fue capturado y mantenido como prisionero en Kandahar, donde su cuerpo fue encontrado en la tienda de Ayub Khan durante el ataque británico del 1 de septiembre, aparentemente asesinado para evitar su liberación. Los cañones británicos capturados durante la acción también fueron recuperados en Kandahar.[cita requerida]
La Batería E entró en acción de nuevo a unos 400 yardas (365,8 m). Los zapadores y los mineros se retiraron mientras los cañones se retiraban. Henn y 14 de sus hombres se unieron después a algunos restos del 66.º de a pie y de los Granaderos de Bombay en un pequeño recinto en un jardín en un lugar llamado Khig donde se hizo una última resistencia decidida. Aunque los afganos los abatieron uno a uno, dispararon sin cesar hasta que sólo quedaron once de los suyos (dos oficiales y otros nueve rangos), y los supervivientes cargaron entonces contra las masas del enemigo y perecieron. Henn es el único oficial que ha sido identificado positivamente en esa banda y dirigió la carga final. Ningún inglés vivió para contar la historia de los Últimos Once en Maiwand. Un antiguo oficial del ejército de Ayub Khan informó a los británicos más tarde ese mismo año, y dijo que los afganos habían quedado realmente impresionados por la valentía de aquellos hombres.

## La retirada a Kandahar (27-28 de julio de 1880)
La noticia del desastre llegó a Kandahar al día siguiente y se envió una fuerza de socorro. Esta se encontró con la fuerza en retirada en Kokeran.
Los británicos fueron derrotados, pero consiguieron retirarse gracias a sus propios esfuerzos y a la apatía de los afganos. De las 2.476 tropas británicas implicadas, la fuerza británica e india perdió 21 oficiales y 948 soldados muertos, y ocho oficiales y 169 hombres resultaron heridos: los granaderos perdieron el 64% de sus efectivos y el 66.º perdió el 62%, incluidos doce oficiales, de los presentes (dos compañías fueron desprendidas); las pérdidas de la caballería fueron mucho menores. Las bajas de los regimientos británicos e indios (listados por brigada) fueron:[cita requerida]
- 1.ª Brigada de Infantería (General de Brigada George Burrows, al mando)
  - 66.º (Berkshire) Regimiento de a pie: 286 muertos, 32 heridos.
  - 101.º Granaderos: 366 muertos 61 heridos.
  - 30.ª Infantería Nativa de Bombay (Rifles de Jacob): 241 muertos, 32 heridos.
  - Zapadores y Mineros de Bombay (Compañía n.º 2): 16 muertos, 6 heridos.
- 1.ª Brigada de Caballería (General de Brigada Thomas Nuttall, al mando)
  - Batería E / Brigada B, Artillería Real a Caballo:[5] 19 muertos, 16 heridos.[2]
  - 3.ª Caballería Ligera de Bombay: 27 muertos, 18 heridos.
  - 14.ª Caballería del Príncipe de Gales: 15 muertos, 1 herido.

Una estimación de las bajas afganas es de 3.000, lo que refleja la naturaleza desesperada de gran parte de la lucha, aunque otras fuentes dan 1.500 "regulares" afganos y hasta 4.000 Ghazis muertos, y 1.500 heridos graves.

## Premios al valor
Se concedieron dos Cruces de la Victoria por actos de valor realizados durante la batalla y durante la retirada a Kandahar. Ambas medallas fueron concedidas a miembros de la Batería E/B, RHA. Una se concedió al sargento Patrick Mullane, por intentar salvar la vida de un compañero herido durante la retirada de su batería del campo; la otra fue para el artillero James Collis, que durante la retirada a Kandahar atrajo la atención del fuego enemigo sobre sí mismo en lugar de sobre sus compañeros heridos.

## Consecuencias

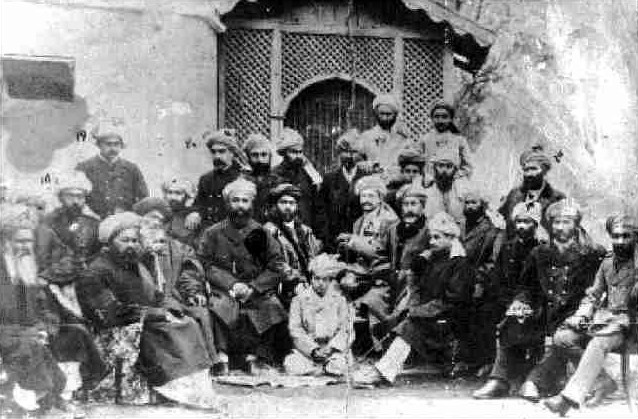
Comandantes afganos tras su victoria en la batalla de Maiwand

La batalla mermó la moral del bando británico, pero también fue en parte una decepción para Ayub Khan, gobernador de Herat y comandante de los afganos en esta batalla, porque había perdido tantos hombres para obtener una pequeña ventaja. Ayub Khan consiguió encerrar a los británicos en Kandahar, lo que dio lugar a la famosa marcha de socorro del general Frederick Roberts desde Kabul a Kandahar en agosto. La Batalla de Kandahar resultante, el 1 de septiembre, fue una victoria decisiva para los británicos.
La pérdida del Estandarte de la Reina y del Estandarte del Regimiento del 66.º (Berkshire) Regimiento de a pie en la batalla de Maiwand, tras la pérdida de los estandartes del 1.º/24.º (2.º Warwickshire) Regimiento en la Batalla de Isandlwana (22 de enero de 1879) durante la guerra anglo-zulú, hizo que los estandartes dejaran de llevarse en servicio activo.[cita requerida]

## Maiwand en la poesía, el arte y la ficción

### Poesía
Rudyard Kipling, que había investigado esta batalla en 1892, incluyó este pequeño pero dramático poema sobre la acción en Maiwand en su colección Barrack-Room Ballads. Extracto de Ese día:-
"Había treinta muertos y heridos en el suelo que no queríamos conservar...
No, no había más de veinte cuando el frente comenzó a irse;
"Pero, ¡cristo! a lo largo de la línea de vuelo nos cortaron como ovejas,
Y eso fue todo lo que ganamos al hacerlo.
"Oí los cuchillos cerca de mí, pero no me atreví a enfrentar a mi hombre".
"Y no sé a dónde fui, porque no quise ver".
Hasta que oí a un mendigo pedir monedas mientras corría,
Y creí conocer la voz y... ¡era yo!
"Estábamos debajo de los somieres a más de un kilómetro de distancia".
"Estábamos tirados como conejos por todo el campo".
Y el mayor maldijo a su Hacedor porque vivió para ver ese día 
Y el coronel rompió su espada y lloró.
Los acontecimientos de la batalla también fueron conmemorados en un poema del poeta escocés William McGonagall: The Last Berkshire Eleven.
Los poemas sobre la victoria en Maiwand han pasado a formar parte del folclore Pashtun y Afgano. Según la leyenda afgana, la batalla creó un improbable héroe en la forma de una mujer afgana llamada Malalai, que al ver que las fuerzas afganas flaqueaban, utilizó su velo como estandarte y animó a los hombres gritando
Amor joven si no caes en la batalla de Maiwind;
Por Dios que alguien te salva como muestra de vergüenza;
También pronunció el siguiente landay:
"Con una gota de la sangre de mi amor,
"Derramada en defensa de la patria,
"Pondré una mancha de belleza en mi frente
Como para avergonzar a la rosa en el jardín

### Arte
La batalla fue objeto de varios cuadros y fue cubierta ampliamente por la prensa ilustrada. Frank Feller, un artista suizo domiciliado en Inglaterra, pintó en 1882 Los últimos once de Maiwand, representando a un pequeño grupo de hombres del 66.º Regimiento haciendo una última resistencia. Los acontecimientos en torno a la Batería E/B de la Real Artillería de Caballería fueron retratados por Godfrey Douglas Giles, Richard Caton Woodville y Stanley Wood.
Una estatua de hierro fundido de un león (el León de Maiwand) fue construida por George Blackall Simond  en Reading y se inauguró en 1886 para conmemorar a los que murieron en la batalla. En la década de 1950 se construyó un monumento en la plaza Maiwand de Kabul en conmemoración de la batalla, obra del arquitecto afgano Is-matulla Saraj.
En el centro de Londres se erigió un monumento a un notable superviviente canino del combate: Bobbie, la mascota del regimiento de Berkshires. Bobbie fue herido durante el combate, pero fue visto al día siguiente por los supervivientes, haciendo su camino de vuelta al fuerte.

### Ficción
El ficticio Doctor Watson, compañero de Sherlock Holmes, fue herido en la batalla de Maiwand (como se describe en el capítulo inicial de Un estudio en escarlata). Puede haberse basado en el oficial médico del 66.º regimiento, el cirujano mayor Alexander Francis Preston.
La batalla de Maiwand también se menciona en el relato corto de Jeffery Deaver El anillo de Westfalia. El protagonista, Peter Goodcastle, había servido allí en la Real Artillería de Caballería y se había dedicado a robar para vengarse del mal trato que había sufrido a su regreso a Gran Bretaña. En la historia corta, fue arrestado nada menos que por el Dr. Watson, pero más tarde logró escapar de las sospechas burlando a Sherlock Holmes, por lo que es posible que los dos hombres ya se hayan conocido antes.
La batalla también ha sido documentada en el cuento de Sir Arthur Conan Doyle El verano.